# 軍備管理
軍備管理（ぐんびかんり、英: Arms control）とはある政治的な意図をもって軍備の増強を双方向的に限定することである。軍備をより「縮小すること」に注目した軍縮とは異なる概念である。
この言葉は、1960年代以降にアメリカ合衆国の1961年に創設された軍備管理軍縮局で初めて用いられ、冷戦後は大量破壊兵器の拡散防止、拡散後の対処などに焦点が移っている。

## 概要
軍備管理は軍事的な衝突の危険性を抑制するなどの政治的な目的を以って、軍備政策についての双方向的な抑制であるが、1972年の第一次戦略兵器制限交渉で将来的な米ソの核戦力の上限を設定して限定的な軍事力造成を認めたような場合も軍備管理の概念には含まれる。
軍備管理は概ね二国間・限定的多国間・非限定的多国間の外交交渉と合意に基づいて行われる。その一方で日本の憲法第9条や非核三原則、またソ連が1960年代に核戦力を増強しながらも通常戦力を削減したことは一方的措置をとった軍備管理の形態として挙げられる。

## 軍備管理に関係する会議・条約
- ワシントン海軍軍縮条約（1922年）
- 毒ガス等禁止議定書
  - 生物兵器禁止条約（1972年）
  - 化学兵器禁止条約（1993年）
- 宇宙条約（1967年）
- 核拡散防止条約（1968年）
- 弾道弾迎撃ミサイル制限条約（1972年）
- 環境改変技術の軍事的使用その他の敵対的使用の禁止に関する条約（環境改変兵器禁止条約、1976年）
- 中距離核戦力全廃条約（INF条約、1987年）
- ミサイル技術管理レジーム（MTCR、1987年）
- ヨーロッパ通常戦力条約（1992年）
- 第一次戦略兵器削減条約（START I、1991年）
- 第二次戦略兵器削減条約（START II、1993年）
- ワッセナー・アレンジメント（1996年）
- 包括的核実験禁止条約（CTBT、1996年）
- Open Skies Treaty（2002年）
- モスクワ条約（SORT、2003年）
- 武器貿易条約 (2013年)